# Acacia pickardii
Acacia pickardii é uma espécie de leguminosa do gênero Acacia, pertencente à família Fabaceae.